# Reumannplatz metróállomás
Reumannplatz egy metróállomás Bécsben a bécsi metró U1 vonalán.

## Szomszédos állomások
A vasútállomáshoz az alábbi állomások vannak a legközelebb:
- Troststraße
- Keplerplatz

## Átszállási kapcsolatok
| U1 (Oberlaa ↔ Leopoldau) |                                   |                         |
| Állomás                  | Átszállási kapcsolatok            | Fontosabb létesítmények |
| Reumannplatz             | 6, 11 7A, 14A, 65A, 66A, 68A, 68B |                         |